# Love Will Lead You Back
Love Will Lead You Back è un singolo della cantante statunitense Taylor Dayne, pubblicato nel 1990 ed estratto dal suo secondo album in studio Can't Fight Fate.
Il brano è stato scritto da Diane Warren, ed inizialmente era stato pensato per Whitney Houston.

## Tracce
- 7"

1. Love Will Lead You Back
2. You Meant the World to Me

## Classifiche
| Classifica (1990) | Posizione massima |
| ----------------- | ----------------- |
| Stati Uniti       | 1                 |